# Theodor Recknagl

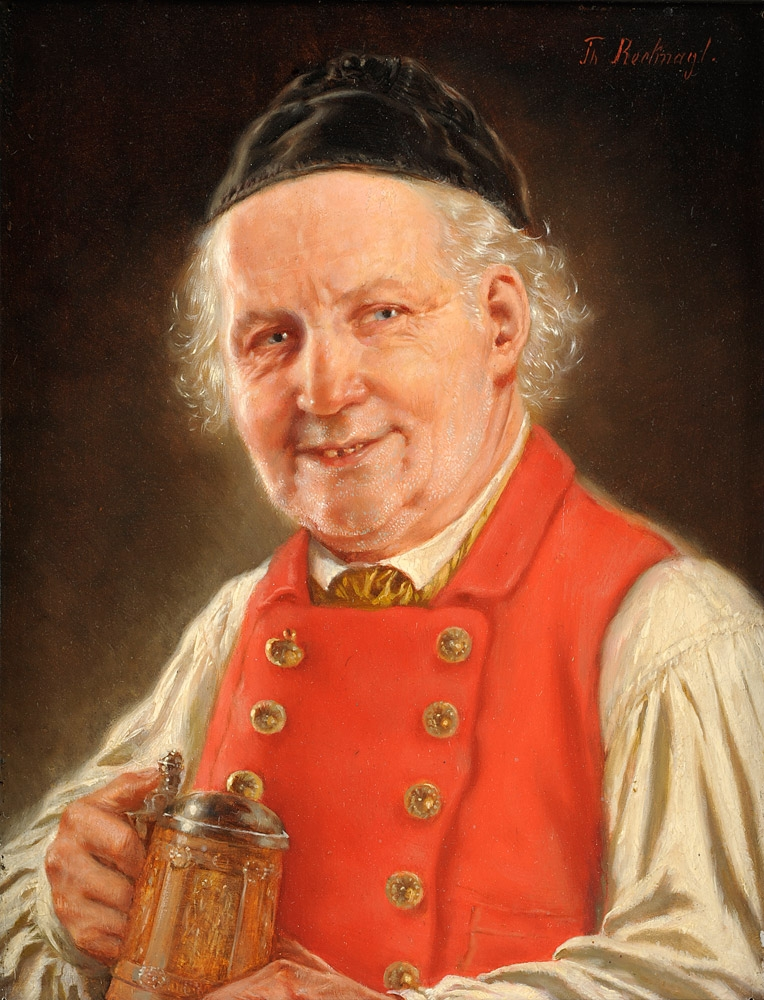
Ein vergnügter Mann (um 1900)

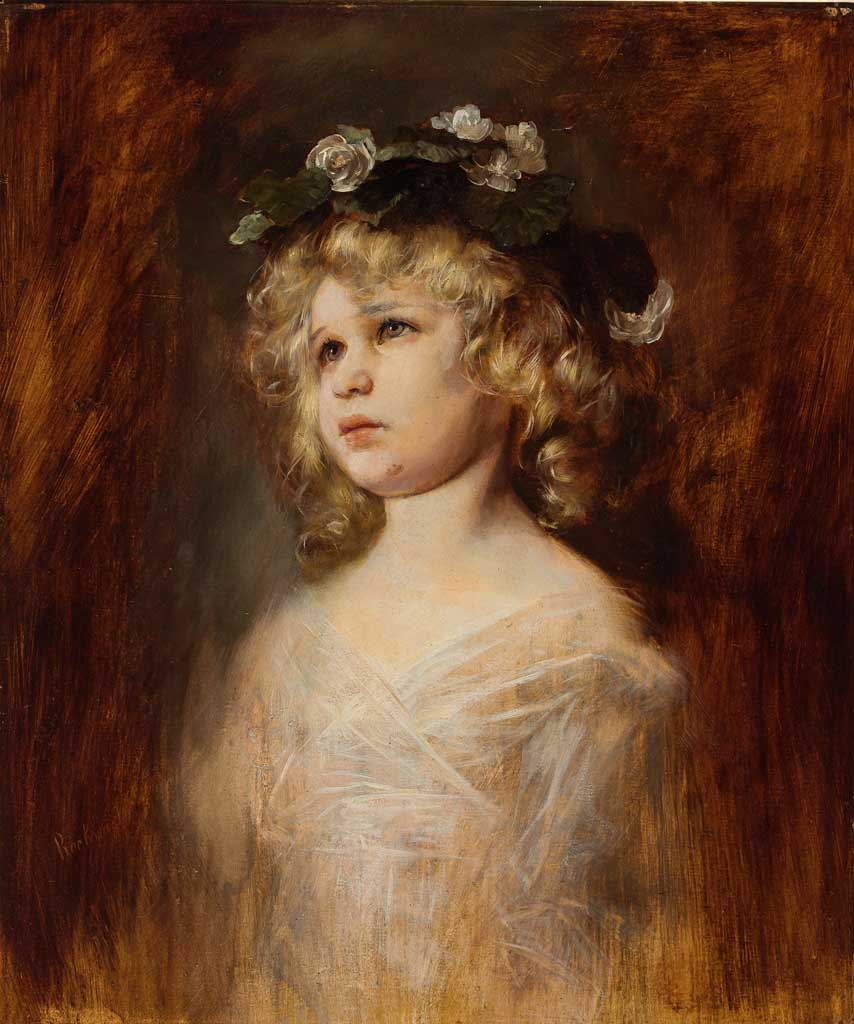
Gemälde zur Studie von 1907: Porträt eines kleinen Mädchens mit Blüten im lockigen blonden Haar (um 1907)

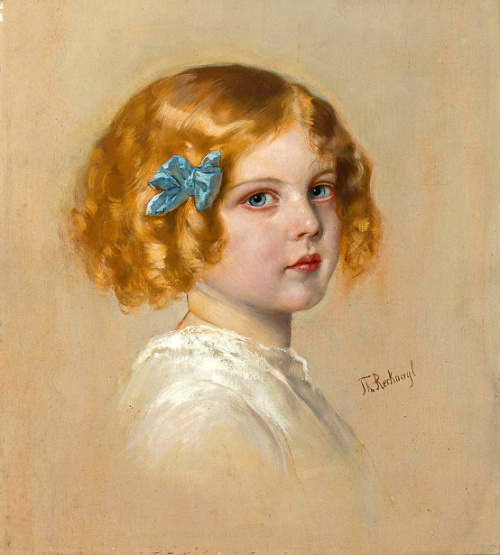
Blondes Mädchen mit blauer Schleife (um 1920)

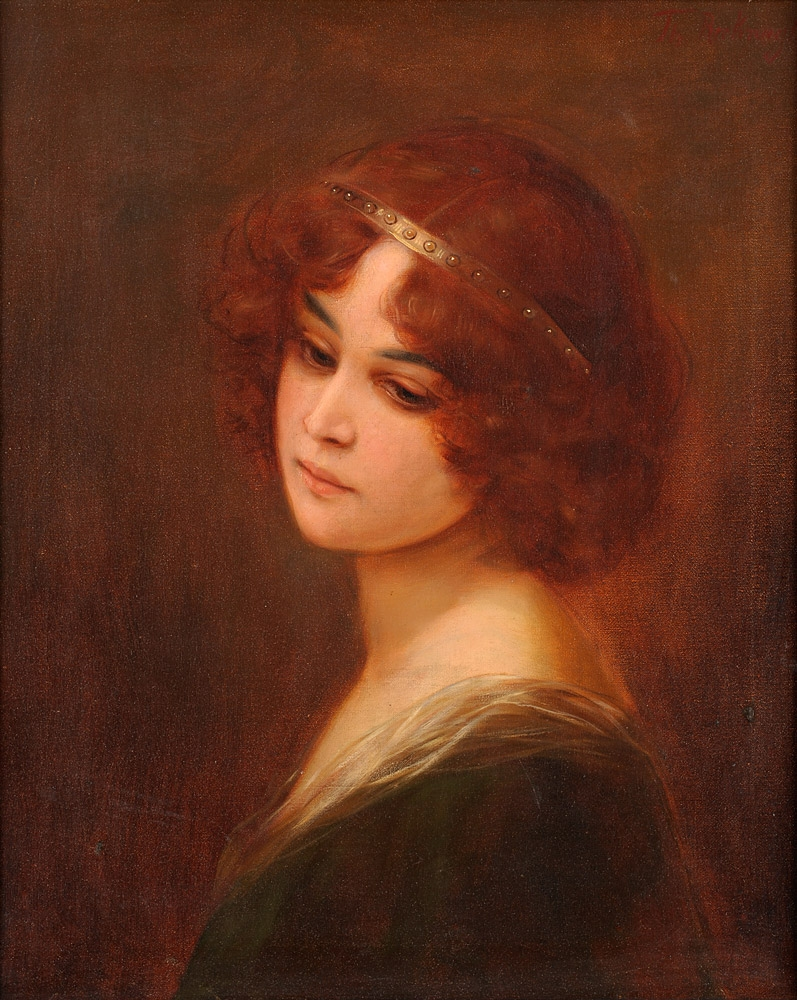
Rothaarige Schönheit (um 1920)

Theodor Recknagl (auch Recknagel, * 1865 in München; † 1945 ebenda) war ein deutscher Genre- und Porträtmaler der Münchner Schule.

## Leben
Geboren als Sohn eines Bankbeamten, studierte Recknagl seit dem 13. Oktober 1881 an der Königlichen Akademie der Künste in München in der Antikenklasse. Nach dem Studium beschäftigte er sich mit der Genremalerei und der Porträtmalerei, aber auch einige Landschaften entstanden. Nach 1921 schuf er mehrere Porträts von Kardinal Michael von Faulhaber.
Vier Gemälde kaufte und verkaufte die Galerie Heinemann in München, eine Tyrolerin (1897) nach London, eine Tyrolerin (1898) nach Köln, Der Schnupfer (1899) nach Dresden und Ein gutes Pfeifchen (1904) nach New York. Einige seiner Motive erschienen als Künstlerpostkarten. Kunstdrucke seiner volkstümlichen Porträts (Stickende Dame, Jäger mit Pfeife) sind bis heute beliebte Ausstellungsstücke für folkloristisch-historisierende „Bauernstuben“. 1907 wurde in den Monatsheften von Velhagen & Klasing die Zeichnung eines weiblichen Studienkopfes abgebildet und ein Text dazu verfasst. Das Gemälde zu der Studie wurde Ende 2016 auf einer Auktion angeboten.
Bis 1898 hatte Recknagl sein Atelier eine Zeit lang in der Schellingstraße 114 in der Münchner Maxvorstadt, ab 1898 in der Theresienstraße 75 und um 1900 in der Findlingstraße 28. Auch die Künstler Carl Strathmann, Alexander von Salzmann und Adelbert Niemeyer hatten zu der Zeit unter derselben Adresse ihr gemeinsames Atelier. Um 1903 hatte Recknagl sein Atelier in der Pettenkoferstraße 28. Um 1936 war Recknagl in Leipzig tätig.
Recknagl signierte seine Bilder mit Th. Recknagl. Er war Mitglied im Reichsverband bildender Künstler Deutschlands und in der Münchner Künstlergenossenschaft.
Ein von Theodor Recknagl auf Holz gemalter Kopf einer Schwarzwälder Bäuerin (18 × 14 cm) ist in der Lost Art-Datenbank der Stiftung Deutsches Zentrum Kulturgutverluste gelistet.

## Ausstellungen (Auswahl)
- 1898: Münchner Jahresausstellung im Glaspalast – Ölgemälde Kinderbildnis[7]
- 1900: Münchner Jahresausstellung im Glaspalast – Pastell Kinderkopf[8]